# Chocholatka páskovaná
Chocholatka páskovaná (Cephalophus zebra) je druh antilopy, obývající pralesy západní Afriky (Libérie, Sierra Leone, Guinea, Pobřeží slonoviny).

## Vzhled
Patří k nejmenším chocholatkám, dosahuje délky okolo 90 cm, výšky v kohoutku 45 cm a váhy 15–20 kg. Mají rezavě hnědé zbarvení s dvanácti až šestnácti černými svislými pruhy na zádech a bocích. Tato nápadná podobnost se zebrami se odráží v jejich vědeckém jméně. Kresba pruhů je u každého jedince unikátní. Nohy a hlava jsou tmavší než zbytek těla, břicho je bílé. Na hlavě má chocholatka páskovaná pruh delší srsti a krátké růžky (u samců měří okolo 5 cm, u samic 3 cm).

## Rozmnožování
Březost trvá 221 až 229 dní, samice rodí jediné mládě. To dosahuje pohlavní dospělosti ve dvou letech, zvířata se dožívají až třinácti let.

## Způsob života
Chocholatka páskovaná obývá nížinné tropické deštné lesy. Je aktivní převážně v noci, v její potravě převládá rostlinná složka (listy, kořínky, ovoce), živí se však příležitostně také hlodavci a ptáky. Na čenichu má zesílené kosti, které používá k drcení pevných skořápek. Žije samotářsky, teritorium si značkuje výměšky předočních žláz.

## Ohrožování
Hlavními predátory jsou levhart skvrnitý a kočka zlatá, chocholatky jsou loveny také lidmi jako potrava (tzv. bushmeat), což spolu s odlesňováním vede k tomu, že byly klasifikovány jako zranitelný druh; počet volně žijících kusů se odhaduje na maximálně patnáct tisíc a stále se snižuje. Největší populace žije v národním parku Sapo v liberijské provincii Sinoe, komplikovaná politická situace v zemi neumožňuje systematickou ochranu před pytláky.